# Hydrophilie (Botanik)
Hydrophilie, auch Hydrogamie oder Wasserblütigkeit, bezeichnet die Bestäubung von Blüten durch Wasser als Transportmedium für den Pollen (Wasserbestäubung) bzw. die Anpassung der Pflanzen daran. Hydrophilie ist eine seltene Form der Fremdbestäubung und tritt nur bei einigen Wasserpflanzen auf. Die Bestäubung kann dabei unterhalb der Wasseroberfläche erfolgen (Hyphydrophilie) oder direkt an oder über der Wasseroberfläche (Ephydrophilie).
Es gibt auch die Regenbestäubung oder Ombrophilie (Ombrogamie), welche aber eine chasmogame Selbstbestäubung einer durch Regen benetzten Blüte darstellt. Dies ist nicht dasselbe wie die Ombrochorie, die Verbreitung von Samen durch Regentropfen. Auch verschieden ist die Hydrokleistogamie wo die Blüte geschlossen bleibt.

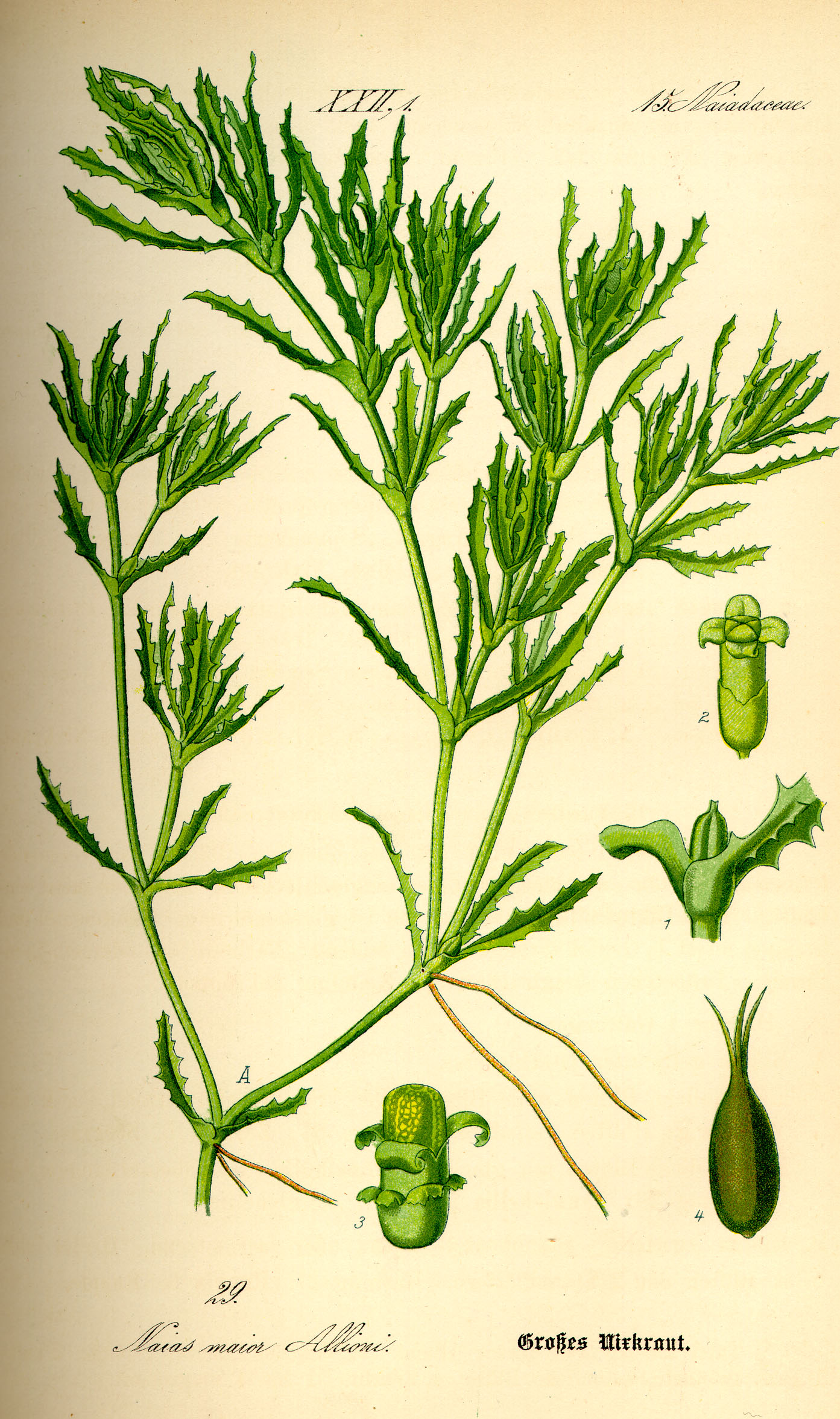
Illustration des Großen Nixenkrauts (Najas marina) mit den Blüten.

## Merkmale
Folgende Merkmale treten häufig bei wasserbestäubten Pflanzen auf:
- Die Blüten sind unscheinbar.
- Die Blüten sind eingeschlechtig (Diklinie: Monözie, Diözie).
- Häufig kommen Luftgewebe vor.
- Die – meist dünne – Pollenwand ist bei den schwimmfähigen Pollenkörnern nicht benetzbar.
- Die Pollenkörner sind fadenförmig oder Pollenschlauch keimt vorzeitig.
- Die Narbe hat eine vergrößerte Oberfläche.
- Pro Blüte gibt es nur eine oder wenige Samenanlagen.

## Hyphydrophilie
Bei hyphydrophilen Pflanzen erfolgt die Bestäubung unterhalb der Wasseroberfläche. Die Staubbeutel öffnen sich im Wasser. Bei manchen Arten sind die Pollenkörner fadenförmig, was das Auffinden der Narben erleichtert, etwa beim Gewöhnlichen Seegras (Zostera marina). Bei der ganzen Gattung der Seegräser (Zostera) sind die Pollenkörner rund 0,5 mm lang und besitzen keine Exine. Beim Großen Nixenkraut (Najas marina) keimt der Pollen bereits im Staubbeutel zu einem Schlauch aus. Die Blüten sind klein, unauffällig und eingeschlechtig. Die weibliche Blüte besitzt meist nur eine Samenanlage. Auch Ceratophyllum wird unter Wasser bestäubt, ebenso manche Arten von Callitriche.

## Ephydrophilie

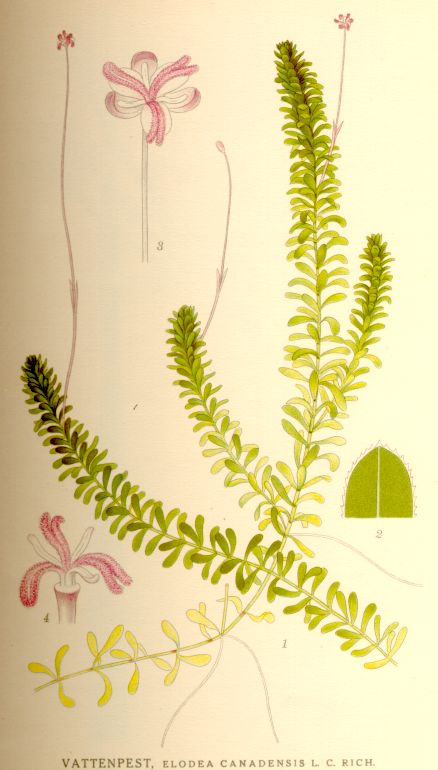
Illustration der Kanadischen Wasserpest (Elodea canadensis) mit Blüten.

Bei ephydrophilen Pflanzen erfolgt die Bestäubung an oder über der Wasseroberfläche. Diese Form der Bestäubung kommt etwa bei den Froschbissgewächsen vor. Bei den Gattungen Vallisneria und Elodea lösen sich die männlichen Blüten von den Pflanzen und treiben aufgrund ihres Luftgewebes (Aerenchym) an der Wasseroberfläche. Bei Elodea nutallii öffnen sich die Blüten an der Oberfläche, die Staubbeutel entlassen den schwimmfähigen Pollen in Tetraden auf die Wasseroberfläche. Die weiblichen Blüten werden durch eine Streckung des Hypanthiums an die Wasseroberfläche gehoben und entfalten dort ihre drei Kelchblätter. Die Narben ragen zwischen den Kelchblättern ins Wasser. Die Kelchblätter sind wasserabstoßend, dadurch ist die Wasseroberfläche hier niedriger. Pollentetraden, die in die Nähe der weiblichen Blüten kommen, werden daher angezogen und gelangen so zu den Narben.
Bei Lagarosiphon, der Schein-Wasserpest, bleibt der Pollen an den Staubbeuteln haften. Diese sind waagrecht von der Blüte abstehend, die wie ein Schiffchen im Wind treibt. Kommt sie in die Nähe einer weiblichen Blüte (die wie bei Elodea gebaut ist), neigt sich das Schiffchen und die Pollen-bedeckten Staubbeutel streifen an die Narbe.
Bei der Grundnessel (Hydrilla) schwimmen die männlichen Blüten ebenfalls auf dem Wasser. Sie schleudern den Pollen jedoch explosionsartig von sich, der bis 20 cm weit fliegt. Hier ist bei den weiblichen Blüten nur die Innenseite der Blütenhülle wasserabweisend, die Außenseite ist hydrophil. Die nach oben offene Glocke steht bis zum Rand im Wasser, die Blüte wird einzig durch die Oberflächenspannung des Wassers offen gehalten, die Blütenblätter selbst sind schlaff. Dies führt dazu, dass bei Wellen die Blüten geschlossen werden und kein Wasser eindringt.

## Weitere Beispiele für Pflanzen mit Hydrophilie
- Ceratophyllum
- Najas
- Zostera